# Dystonie (trouble moteur)
Ne doit pas être confondu avec dystopie.
Pour les articles homonymes, voir Dystonie.
 (juillet 2022).
Si vous disposez d'ouvrages ou d'articles de référence ou si vous connaissez des sites web de qualité traitant du thème abordé ici, merci de compléter l'article en donnant les références utiles à sa vérifiabilité et en les liant à la section « Notes et références ».
La dystonie est un trouble moteur caractérisé par des contractions musculaires intenses et involontaires, prolongées, qui provoquent des attitudes et des postures anormales, de tout ou partie du corps : le plus souvent d'un membre, mais parfois des paupières (blépharospasme), du cou (torticolis), des yeux (crises oculogyres) ou de la bouche (oromandibulaire).
On distingue les dystonies primaires et les dystonies secondaires (de cause médicamenteuse notamment, comme la Dompéridone (Motilium et génériques) ou des médicaments dopaminergiques).

## Étymologie
Le mot dystonie vient du grec ancien δυς / dus, préfixe marquant une idée de difficulté et τόνος / tonos, tension (d’une corde) et décrit des mouvements anormaux involontaires à la suite de contractions musculaires prolongées et des spasmes.

## Différents types de dystonies

### Dystonies primaires
Les dystonies dites « primaires » (ou idiopathiques) ne sont pas, contrairement aux dystonies secondaires, des conséquences iatrogènes. Elles augmentent avec la fatigue et le stress. A contrario, la relaxation et le sommeil améliorent la situation.

### Dystonies secondaires
Les dystonies dites « secondaires » sont iatrogènes donc des effets indésirables de certains traitements médicamenteux.
Les principales classes médicamenteuses ayant pour effets indésirables des dystonies sont les neuroleptiques et les L-DOPA.